# Кухар на колесах
«Кухар на колесах» (також «Шеф-кухар», англ. Chef) — комедія 2014 року режисера та сценариста Джона Фавро. Головні ролі окрім нього самого зіграли Софія Вергара, Джон Легуізамо, Скарлетт Йоганссон, Дастін Гоффман, Олівер Плетт, а також Роберт Дауні-молодший. Прем'єра фільму в США відбулась 9 травня 2014 року, в Україні — 12 червня 2014. Також український переклад зробила студія Цікава ідея на замовлення Гуртом..

## Зміст
Карл Каспер — добрий кухар, він шеф одного з ресторанів в Лос-Анджелесі. Хоча він горить на роботі, справи йдуть не дуже добре. Карл не знаходить взаєморозуміння з господарем ресторану Ріва, який не схвалює кулінарних експериментів свого шефа та вимагає дотримуватися класичних рецептів. Заклад відвідує авторитетний ресторанний критик Рамзі Мітчел. Карл отримує розгромну рецензію. Шеф вплутується в перепалку в інтернеті, нападає на критика та обсипає його добірною лайкою. Відео з інцидентом потрапляє в соціальні мережі та набирає масу переглядів на Youtube, але кухаря виганяють з роботи. На сімейному фронті у Карла теж проблеми — сім'я давно розпалася.
Проте колишня дружина Інес запрошує Карла поїхати з нею в Маямі і заодно спробувати відновити стосунки з 10-річним сином Персі. У Маямі Карл, завдяки люб'язності іншого колишнього чоловіка Інес Марвіна, стає власником старого фургона та вирішує відкрити кафе на колесах і наново відкрити в собі кулінарний талант. За допомогою сина та друга Мартіна Карл відновлює іржаву машину й перетворює у закусочну на колесах. Він вирішує зробити ставку на кубинську кухню, бо надихається нею на сімейній зустрічі з батьком колишньої дружини, кубинцем за походження. Карл вчить свого сина мистецтву готування, підприємство набирає обертів і трійця подорожує по штатам, з успіхом продаючи кубинські сандвічі. Карл відчуває, що до нього повернулося натхнення, адже в закусочній на колесах він сам собі господар і сам визначає, що і як йому готувати. Серед клієнтів Карл несподівано бачить Рамзі Мітчела. Критик дає найвищу оцінку його страв і пропонує стати бізнес партнером. Через півроку у власному ресторані в Лос-Анджелесі Карл і Інес знову одружуються.